# Les Âmes mortes (film, 2018)
Pour plus de détails, voir Fiche technique et Distribution.
Les Âmes mortes (chinois : 死靈魂 ; pinyin : Sǐ línghún) est un film chinois réalisé par Wang Bing, sorti en 2018.
Il est présenté hors compétition au Festival de Cannes 2018.

## Synopsis
En Chine, des survivants, du Laogai (camp de rééducation) de Jiabiangou, proche du désert de Badain Jaran, emprisonné après la fin de la campagne des Cent Fleurs, puis frappés par la famine qui a touché la Chine à la fin des années 1950, évoquent leurs souvenirs.
Certains détenus pour survivre pratiquèrent l'anthropophagie et la nécrophagie.

## Fiche technique
- Titre original : 死靈魂, Sǐ línghún
- Titre français : Les Âmes mortes
- Réalisation : Wang Bing
- Scénario : Wang Bing
- Montage : Catherine Rascon
- Pays d'origine : France, Suisse
- Format : Couleurs - 35 mm - 1,78:1 - Dolby Digital
- Genre : documentaire
- Durée : 495 minutes
- Date de sortie :
  -  France : 9 mai 2018 (Festival de Cannes 2018)

## Production

### Genèse et développement
C'est le troisième film de Wang Bing traitant des camps de rééducation après Fengming, chronique d'une femme chinoise (2007) et Le Fossé (2010).